# Tipsport liga 2012
Zimní Tipsport liga 2012 je pátý ročník fotbalového turnaje po změně jeho názvu, hraný ve dnech od 7. do 29. ledna ve čtyřech městech České republiky. Turnaje se účastní 21 klubů zařazených do šesti skupin.

## Účastníci
- Viktoria Žižkov
- SK Dynamo České Budějovice
- FK Baumit Jablonec
- FC Hradec Králové
- Bohemians 1905
- FK Baník Sokolov
- FK Sezimovo Ústí
- FC Graffin Vlašim
- FC Dukla Praha
- Viktoria Plzeň
- FK Teplice
- FK Ústí nad Labem
- FC Slovan Liberec
- FK Varnsdorf
- SK Roudnice nad Labem
- FC Zbrojovka Brno
- SK Sigma Olomouc
- 1. FC Slovácko
- FC Vysočina Jihlava
- 1. SC Znojmo
- FC ViOn Zlaté Moravce

## Hostující města
| Město    | Skupina | Stadion                      | Zápasy             |
| Beroun   | B       | areál Český lev Union Beroun | semifinále, finále |
| Satalice | A       | sportovní areál FC Satalice  |                    |
| Děčín    | C       | hř. FK Junior Děčín          |                    |
| Brno     | D       | Sport. cent. Brno-Ivanovice  |                    |

## Skupiny

### Skupina A
| #  | Tým                        | Z | V | R | P | +  | -  | B |
| 1. | FC Hradec Králové          | 3 | 1 | 2 | 0 | 10 | 4  | 5 |
| 2. | Bohemians 1905             | 3 | 1 | 2 | 0 | 6  | 3  | 5 |
| 3. | SK Dynamo České Budějovice | 3 | 1 | 1 | 1 | 6  | 6  | 4 |
| 4. | FK Viktoria Žižkov         | 3 | 0 | 1 | 2 | 3  | 11 | 1 |
|    | FK Baumit Jablonec         | - | - | - | - | -  | -  | - |

| 7. ledna 2012 11:00 CET                                   |                 |                    |                                 |
| FK Baumit Jablonec                                        | anulováno 3 - 1 | FC Hradec Králové  | sportovní areál Satalice, Praha |
| 12' Lukáš Třešňák 18' (pen) Karel Piták 55' Marek Jarolím |                 | 33' Vojtěch Štěpán | sportovní areál Satalice, Praha |

| 7. ledna 2012 13:30 CET |       |                                                                     |                                 |
| FK Viktoria Žižkov      | 1 - 4 | SK Dynamo České Budějovice                                          | sportovní areál Satalice, Praha |
| 58' Pavel Čermák        |       | 23' Sandro 32' David Horejš 66' Zdeněk Ondrášek 86' František Němec | sportovní areál Satalice, Praha |

| 11. ledna 2012 15:00 CET          |                 |                                          |                                 |
| Bohemians 1905                    | anulováno 2 - 2 | FK Baumit Jablonec                       | sportovní areál Satalice, Praha |
| 41' Pavol Orolín 84' Pavel Vyhnal |                 | 21' David Lafata 76' (pen) Marek Jarolím | sportovní areál Satalice, Praha |

| 14. ledna 2012 11:00 CET |                 |                    |                                 |
| FK Viktoria Žižkov       | anulováno 0 - 1 | FK Baumit Jablonec | sportovní areál Satalice, Praha |
|                          |                 | 89' Lukáš Třešňák  | sportovní areál Satalice, Praha |

| 14. ledna 2012 13:30 CET             |       |                                     |                                 |
| SK Dynamo České Budějovice           | 2 - 2 | FC Hradec Králové                   | sportovní areál Satalice, Praha |
| 60' Riste Naumov 70' Zdeněk Ondrášek |       | 30' Alexej Jedunov 73' Tomáš Mrázek | sportovní areál Satalice, Praha |

| 15. ledna 2012 11:00 CET                         |       |                            |                                 |
| Bohemians 1905                                   | 3 - 0 | SK Dynamo České Budějovice | sportovní areál Satalice, Praha |
| 26' Lukáš Hartig 64' Pavol Orolín 87' Petr Nerad |       |                            | sportovní areál Satalice, Praha |

| 18. ledna 2012 15:00 CET  |       | |                                 |
| FK Viktoria Žižkov        | 1 - 7 | FC Hradec Králové | sportovní areál Satalice, Praha |
| 65' (vl) Dmitrij Lencevič |       | 17' Tomáš Mrázek 20' Pavel Černý 26' Tomáš Mrázek 27' Tomáš Mrázek 30' Michal Pávek 34' Tomáš Mrázek 43' Alexej Jedunov | sportovní areál Satalice, Praha |

| 21. ledna 2012 11:00 CET |       |                   |                                 |
| Bohemians 1905           | 1 - 1 | FC Hradec Králové | sportovní areál Satalice, Praha |
| 32' Pavol Orolín         |       | 5' Roman Fischer  | sportovní areál Satalice, Praha |

| 21. ledna 2012 13:30 CET                                            |                 |                              |                                 |
| FK Baumit Jablonec                                                  | anulováno 4 - 2 | SK Dynamo České Budějovice   | sportovní areál Satalice, Praha |
| 52' Ondřej Vaněk 56' Lukáš Třešňák 72' Ondřej Vaněk 76' Filip Novák |                 | 16' Sandro 73' Roman Lengyel | sportovní areál Satalice, Praha |

| 22. ledna 2012 11:00 CET            |       |                                         |                                 |
| Bohemians 1905                      | 2 - 2 | FK Viktoria Žižkov                      | sportovní areál Satalice, Praha |
| 33' Lukáš Budínský 39' David Bartek |       | 5' Kaarel Kiidron 68' (vl) David Bartek | sportovní areál Satalice, Praha |

### Skupina B
| #  | Tým               | Z | V | R | P | + | - | B |
| 1. | Viktoria Plzeň    | 4 | 2 | 2 | 0 | 8 | 4 | 8 |
| 2. | FK Baník Sokolov  | 4 | 2 | 1 | 1 | 6 | 4 | 7 |
| 3. | FK Dukla Praha    | 4 | 2 | 1 | 1 | 7 | 3 | 7 |
| 4. | FC Graffin Vlašim | 4 | 1 | 0 | 3 | 4 | 8 | 3 |
| 5. | FK Sezimovo Ústí  | 4 | 1 | 0 | 3 | 1 | 7 | 3 |

| 7. ledna 2012 10:30 CET |       |                                      |                               |
| FC Graffin Vlašim       | 0 - 2 | FC Dukla Praha                       | areál Český lev Union, Beroun |
|                         |       | 19' Miroslav Markovič 89' Jan Pázler | areál Český lev Union, Beroun |

| 7. ledna 2012 13:00 CET |       |                  |                               |
| FK Baník Sokolov        | 0 - 1 | FK Sezimovo Ústí | areál Český lev Union, Beroun |
|                         |       | 89' Tomáš Kavka  | areál Český lev Union, Beroun |

| 11. ledna 2012 11:00 CET          |       |                       |                               |
| FK Baník Sokolov                  | 2 - 1 | FC Dukla Praha        | areál Český lev Union, Beroun |
| 14' David Vaněček 57' Marián Geňo |       | 85' Vojtěch Engelmann | areál Český lev Union, Beroun |

| 11. ledna 2012 15:30 CET                           |       |                  |                               |
| Viktoria Plzeň                                     | 3 - 0 | FK Sezimovo Ústí | areál Český lev Union, Beroun |
| 17' David Limberský 23'Jakub Hora 79' Michal Ďuriš |       |                  | areál Český lev Union, Beroun |

| 14. ledna 2012 10:30 CET            |       |                     |                               |
| Viktoria Plzeň                      | 2 - 1 | FC Graffin Vlašim   | areál Český lev Union, Beroun |
| 28' Milan Petržela 67' David Štípek |       | 36' Miloslav Strnad | areál Český lev Union, Beroun |

| 14. ledna 2012 13:00 CET                                  |       |                  |                               |
| FC Dukla Praha                                            | 3 - 0 | FK Sezimovo Ústí | areál Český lev Union, Beroun |
| 23' Marek Hanousek 43' Ivan Lietava 85' Miroslav Podrazký |       |                  | areál Český lev Union, Beroun |

| 18. ledna 2012 15:30 CET            |       |                                   |                               |
| Viktoria Plzeň                      | 2 - 2 | FK Baník Sokolov                  | areál Český lev Union, Beroun |
| 65' Milan Petržela 75' Michal Ďuriš |       | 33' David Vaněček 38' Petr Glaser | areál Český lev Union, Beroun |

| 21. ledna 2012 10:30 CET |       |                       |                               |
| Viktoria Plzeň           | 1 - 1 | FC Dukla Praha        | areál Český lev Union, Beroun |
| 19' Marián Čišovský      |       | 73' Vojtěch Engelmann | areál Český lev Union, Beroun |

| 21. ledna 2012 13:00 CET |       |                                                                       |                               |
| FC Graffin Vlašim        | 1 - 4 | FK Baník Sokolov                                                      | areál Český lev Union, Beroun |
| 31' Ladislav Janda       |       | 36' Vojtěch Machek 40' Vojtěch Machek 54' Pavel Besta 84' Pavel Besta | areál Český lev Union, Beroun |

| 25. ledna 2012 15:30 CET |       |                  |                               |
| FC Graffin Vlašim        | 1 - 0 | FK Sezimovo Ústí | areál Český lev Union, Beroun |
| 68' Tomáš Matějka        |       |                  | areál Český lev Union, Beroun |

### Skupina C
| #  | Tým                   | Z | V | R | P | +  | -  | B |
| 1. | FC Slovan Liberec     | 4 | 3 | 0 | 1 | 13 | 4  | 9 |
| 2. | FK Teplice            | 4 | 3 | 0 | 1 | 13 | 4  | 9 |
| 3. | FK Varnsdorf          | 4 | 2 | 0 | 2 | 7  | 7  | 6 |
| 4. | FK Ústí nad Labem     | 4 | 1 | 0 | 3 | 6  | 17 | 3 |
| 5. | SK Roudnice nad Labem | 4 | 1 | 0 | 3 | 6  | 13 | 3 |

| 7. ledna 2012 11:00 CET |       |                   |                         |
| FK Teplice | 8 - 0 | FK Ústí nad Labem | hřiště FK Junior, Děčín |
| 23' Aidin Mahmutovič 33' Lukáš Zoubele 42' Lukáš Zoubele 44' Aidin Mahmutovič 70' Vlastimil Stožický 75' Martin Jindráček 79' Martin Jindráček 80' Vlastimil Stožický |       |                   | hřiště FK Junior, Děčín |

| 8. ledna 2012 13:00 CET                                |       |                                       |                         |
| FK Teplice                                             | 3 - 2 | SK Roudnice nad Labem                 | hřiště FK Junior, Děčín |
| 14' Abid Mujagič 85' Štěpán Vachoušek 90' Abid Mujagič |       | 52' Tomáš Hrdlička 62' Václav Laušman | hřiště FK Junior, Děčín |

| 11. ledna 2012 17:00 CET |       |                                                     |                         |
| FK Ústí nad Labem        | 1 - 3 | FK Varnsdorf                                        | hřiště FK Junior, Děčín |
| 8' Pavel Moulis          |       | 11' Petr Filip 25' Marek Čemba 75' Ronald Hikspoors | hřiště FK Junior, Děčín |

| 14. ledna 2012 11:00 CET                                                              |       |                                       |                         |
| FC Slovan Liberec                                                                     | 5 - 2 | FK Ústí nad Labem                     | hřiště FK Junior, Děčín |
| 36' Josef Šural 8' Milos Bosančić 73' Zbyněk Musiol 85' Erik Daniel 90' Zbyněk Musiol |       | 64' Matěj Paprčiak 86' Matěj Paprčiak | hřiště FK Junior, Děčín |

| 15. ledna 2012 11:00 CET                   |       |                                                        |                         |
| FK Varnsdorf                               | 2 - 3 | SK Roudnice nad Labem                                  | hřiště FK Junior, Děčín |
| 62' Marek Čemba 80' (pen.) Ladislav Martan |       | 62' Tomáš Kučera 71' Tomáš Kučera 74' Karel Kratochvíl | hřiště FK Junior, Děčín |

| 18. ledna 2012 13:00 CET |       |                                        |                         |
| FK Teplice               | 0 - 2 | FC Slovan Liberec                      | hřiště FK Junior, Děčín |
|                          |       | 24' Zbyněk Musiol 44' Michal Breznaník | hřiště FK Junior, Děčín |

| 21. ledna 2012 11:00 CET |       |                                     |                         |
| FC Slovan Liberec        | 1 - 2 | FK Varnsdorf                        | hřiště FK Junior, Děčín |
| 9' Vojtěch Hadaščok      |       | 5' Radim Breite 10' Ladislav Martan | hřiště FK Junior, Děčín |

| 21. ledna 2012 15:00 CET                              |       |                       |                         |
| FK Ústí nad Labem                                     | 3 - 1 | SK Roudnice nad Labem | hřiště FK Junior, Děčín |
| 23' Vratislav Bobor 67' Martin Holek 80' Martin Holek |       | 27' (vl) Pavel Džuban | hřiště FK Junior, Děčín |

| 25. ledna 2012 13:00 CET             |       |              |                         |
| FK Teplice                           | 2 - 0 | FK Varnsdorf | hřiště FK Junior, Děčín |
| 18' Petr Dolejš 38' Štěpán Vachoušek |       |              | hřiště FK Junior, Děčín |

| 25. ledna 2012 17:00 CET                                                                                       |       |                       |                         |
| FC Slovan Liberec                                                                                              | 5 - 0 | SK Roudnice nad Labem | hřiště FK Junior, Děčín |
| 16' Vojtěch Hadaščok 17' Vojtěch Hadaščok 21' Michal Breznaník 36' Theodor Gebre Selassie 48' Michal Breznaník |       |                       | hřiště FK Junior, Děčín |

### Skupina D
| #  | Tým                   | Z | V | R | P | +  | -  | B  |
| 1. | FC Vysočina Jihlava   | 5 | 4 | 1 | 0 | 8  | 3  | 13 |
| 2. | SK Sigma Olomouc      | 5 | 3 | 1 | 1 | 14 | 9  | 10 |
| 3. | FC Zbrojovka Brno     | 5 | 2 | 1 | 2 | 9  | 11 | 7  |
| 4. | 1. FC Slovácko        | 5 | 1 | 2 | 2 | 7  | 9  | 5  |
| 5. | 1. SC Znojmo          | 5 | 1 | 1 | 3 | 8  | 11 | 4  |
| 6. | FC ViOn Zlaté Moravce | 5 | 1 | 0 | 4 | 11 | 14 | 3  |

| 7. ledna 2012 10:00 CET         |       |              |                                            |
| SK Sigma Olomouc                | 2 - 0 | 1. SC Znojmo | sportovní centrum Brněnské Ivanovice, Brno |
| 45' Adam Varadi 36' Lukáš Bajer |       |              | sportovní centrum Brněnské Ivanovice, Brno |

| 7. ledna 2012 12:00 CET                                             |       |                                  |                                            |
| SK Sigma Olomouc                                                    | 4 - 2 | FC ViOn Zlaté Moravce            | sportovní centrum Brněnské Ivanovice, Brno |
| 57' Jakub Podaný 62' Jakub Podaný 65' Jakub Podaný 73' Ondřej Murin |       | 32' Jakub Paur 88' Michal Pinter | sportovní centrum Brněnské Ivanovice, Brno |

| 8. ledna 2012 10:00 CET |       |                       |                                            |
| FC Vysočina Jihlava     | 1 - 0 | FC ViOn Zlaté Moravce | sportovní centrum Brněnské Ivanovice, Brno |
| 86' Tomáš Sedláček      |       |                       | sportovní centrum Brněnské Ivanovice, Brno |

| 8. ledna 2012 12:00 CET |       |                 |                                            |
| FC Zbrojovka Brno       | 1 - 1 | 1. FC Slovácko  | sportovní centrum Brněnské Ivanovice, Brno |
| 52' Martin Doležal      |       | 40' Jan Trousil | sportovní centrum Brněnské Ivanovice, Brno |

| 11. ledna 2012 11:00 CET |       |                |                                            |
| FC Vysočina Jihlava      | 1 - 0 | 1. FC Slovácko | sportovní centrum Brněnské Ivanovice, Brno |
| 88' Stanislav Tecl       |       |                | sportovní centrum Brněnské Ivanovice, Brno |

| 14. ledna 2012 10:00 CET                                |       |                                        |                                            |
| FC Zbrojovka Brno                                       | 3 - 2 | SK Sigma Olomouc                       | sportovní centrum Brněnské Ivanovice, Brno |
| 28' Milan Lutonský 40' Jan Hromek 60' Rostislav Šamánek |       | 55' Radim Nepožitek 89' Zdeněk Klesnil | sportovní centrum Brněnské Ivanovice, Brno |

| 14. ledna 2012 12:00 CET |       |                  |                                            |
| 1. FC Slovácko           | 1 - 1 | 1. SC Znojmo     | sportovní centrum Brněnské Ivanovice, Brno |
| 27' Marián Kovář         |       | 37' Jakub Rolinc | sportovní centrum Brněnské Ivanovice, Brno |

| 14. ledna 2012 14:00 CET          |       |                                                                   |                                            |
| FC Zbrojovka Brno                 | 2 - 4 | FC ViOn Zlaté Moravce                                             | sportovní centrum Brněnské Ivanovice, Brno |
| 56' David Jukl 81' Martin Doležal |       | 30' Martin Babic 57' Andrej Hodek 65' Lukáš Garaj 90' Lukáš Garaj | sportovní centrum Brněnské Ivanovice, Brno |

| 15. ledna 2012 13:00 CET        |       |                 |                                            |
| FC Vysočina Jihlava             | 2 - 1 | 1. SC Znojmo    | sportovní centrum Brněnské Ivanovice, Brno |
| 2' Jan Kliment 82' Karol Karlík |       | 12' Jiří Zifčák | sportovní centrum Brněnské Ivanovice, Brno |

| 18. ledna 2012 11:00 CET             |       |                                    |                                            |
| FC Vysočina Jihlava                  | 2 - 2 | SK Sigma Olomouc                   | sportovní centrum Brněnské Ivanovice, Brno |
| 3' Tomáš Sedláček 12' Stanislav Tecl |       | 34' Zdeněk Klesnil 74' Adam Varadi | sportovní centrum Brněnské Ivanovice, Brno |

| 18. ledna 2012 13:00 CET                                        |       |                                           |                                            |
| FC Zbrojovka Brno                                               | 3 - 2 | 1. SC Znojmo                              | sportovní centrum Brněnské Ivanovice, Brno |
| 14' (vl) Tomáš Cihlář 58' Michal Sedláček 74' (pen) Lamine Fall |       | 43' (pen) Todor Yonov 90' Dominik Mandula | sportovní centrum Brněnské Ivanovice, Brno |

| 18. ledna 2012 15:00 CET                                |       |                                     |                                            |
| 1. FC Slovácko                                          | 3 - 2 | FC ViOn Zlaté Moravce               | sportovní centrum Brněnské Ivanovice, Brno |
| 63' Jan Trousil 67' Josef Čtvrtníček 76' Michal Trávník |       | 39' Milan Pavlovič 74' Andrej Hodek | sportovní centrum Brněnské Ivanovice, Brno |

| 21. ledna 2012 10:00 CET                |       |                                                                         |                                            |
| 1. FC Slovácko                          | 2 - 4 | SK Sigma Olomouc                                                        | sportovní centrum Brněnské Ivanovice, Brno |
| 24' Václav Ondřejka 28' Václav Ondřejka |       | 14' Martin Jirouš 38' Radim Nepožitek 72' Pavel Dreksa 74' Tomáš Hořava | sportovní centrum Brněnské Ivanovice, Brno |

| 21. ledna 2012 14:00 CET                                               |       |                                                               |                                            |
| 1. SC Znojmo                                                           | 4 - 3 | FC ViOn Zlaté Moravce                                         | sportovní centrum Brněnské Ivanovice, Brno |
| 4' Jakub Rolinc 22' Zdeněk Mička 40' Dominik Krhut 66' Aleksa Andrejič |       | 56' Ľubomír Bernáth 78' Andrej Hodek 83' (pen) Milan Pavlovič | sportovní centrum Brněnské Ivanovice, Brno |

| 25. ledna 2012 11:00 CET                          |       |                   |                                            |
| FC Vysočina Jihlava                               | 2 - 0 | FC Zbrojovka Brno | sportovní centrum Brněnské Ivanovice, Brno |
| 59' (pen) Stanislav Tecl 90' (pen) Stanislav Tecl |       |                   | sportovní centrum Brněnské Ivanovice, Brno |

## Playoff
|  | Semifinále | Semifinále          | Semifinále |  |  | Finále      | Finále              | Finále      |
|  |            |                     |            |  |  |             |                     |             |
|  | Česko      | Viktoria Plzeň      | 2          |  |  |             |                     |             |
|  | Česko      | FC Slovan Liberec   | 3          |  |  |             |                     |             |
|  |            |                     |            |  |  | Česko       | FC Slovan Liberec   | 1           |
|  |            |                     |            |  |  | Česko       | FC Vysočina Jihlava | 3           |
|  | Česko      | FC Hradec Králové   | 2 (1)      |  |  |             |                     |             |
|  | Česko      | FC Vysočina Jihlava | 2 (4)      |  |  | Třetí místo | Třetí místo         | Třetí místo |
|  |            |                     |            |  |  | Česko       | Viktoria Plzeň      | 2           |
|  |            |                     |            |  |  | Česko       | FC Hradec Králové   | 3           |

### Semifinále
| 28. ledna 2012 10:30 CET                |       |                                                           |                               |
| Viktoria Plzeň                          | 2 - 3 | FC Slovan Liberec                                         | areál Český lev Union, Beroun |
| 3' Vladimír Darida 82' Václav Procházka |       | 24' Michal Breznaník 43' Lukáš Vácha 74' Michal Breznaník | areál Český lev Union, Beroun |

| 28. ledna 2012 13:30 CET            |                   |                                   |                               |
| FC Hradec Králové                   | 2 - 2 penalty 1:4 | FC Vysočina Jihlava               | areál Český lev Union, Beroun |
| 4'Jiří Poděbradský 86' Michal Pávek |                   | 65' Igor Obert 68' Stanislav Tecl | areál Český lev Union, Beroun |

### o 3. místo
| 29. ledna 2012 10:00 CET          |       |                                                    |                               |
| Viktoria Plzeň                    | 2 - 3 | FC Hradec Králové                                  | areál Český lev Union, Beroun |
| 59' Tomáš Berger 80' Matěj Končal |       | 25' Pavel Černý 77' Tomáš Mrázek 83' Jiří Janoušek | areál Český lev Union, Beroun |

### Finále
| 29. ledna 2012 13:00 CET |       |                                                              |                               |
| FC Slovan Liberec        | 1 - 3 | FC Vysočina Jihlava                                          | areál Český lev Union, Beroun |
| 29' (pen.) Tomáš Janů    |       | 8' Petr Kolařík 56' (pen.) Stanislav Tecl 71' Stanislav Tecl | areál Český lev Union, Beroun |

## Nejlepší střelci
8 gólů
- Stanislav Tecl -  FC Vysočina Jihlava

6 gólů
- Tomáš Mrázek -  FC Hradec Králové

5 gólů
- Michal Breznaník -  FC Slovan Liberec

3 góly
- Vojtěch Hadaščok -  FC Slovan Liberec
- Zbyněk Musiol -  FC Slovan Liberec
- Jakub Podaný -  SK Sigma Olomouc
- Andrej Hodek -  FC ViOn Zlaté Moravce
- Pavol Orolín -  Bohemians 1905
- Lukáš Třešňák -  FK Baumit Jablonec
- Martin Jindráček -  FK Teplice

## Ocenění
Nejlepší hráč
- Michal Breznaník -  FC Slovan Liberec

Nejlepší brankář
- Jaromír Blažek -  FC Vysočina Jihlava